# Шатура (Черниговская область)
Шату́ра (укр. Шатура) — село в Нежинском районе Черниговской области Украины. Население 476 человек. Занимает площадь 1,72 км². В селе расположена «Школа-детский сад I-II степеней», открытая в 1907 году. В селе расположена Михайловская церковь — православный храм и памятник архитектуры местного значения.
Код КОАТУУ: 7423389801. Почтовый индекс: 16662. Телефонный код: +380 4631.

## Власть
Орган местного самоуправления — Шатурский сельский совет. Почтовый адрес: 16662, Черниговская обл., Нежинский р-н, с. Шатура, ул. Воровского, 17.